# Arhavi
Arhavi è una città della Turchia, centro dell'omonimo distretto della provincia di Artvin.
Arhavi dista 75 chilometri dal capoluogo della provincia.